# Kościół Wniebowzięcia Najświętszej Marii Panny w Rosieniach
Kościół Wniebowzięcia Najświętszej Marii Panny w Rosieniach – katolicki kościół w Rosieniach (Litwa).
Pierwszy kościół w Rosieniach został zbudowany w 1421, a ufundował go książę Witold. Był on jednym z pierwszych kościołów na Żmudzi.
Do czasów obecnych dotrwała nowsza budowla, ufundowana przez Jerzego Tyszkiewicza, której budowę ukończono w 1663.
Barokowy kościół ma niski i krótki transept oraz dwie zakrystie. Po bokach szerokiej fasady, ozdobionej pilastrami, stoją dwie niskie wieże. W centrum fasady barokowy szczyt, wyższy od wież. Na tylnej fasadzie oraz na szczytach transeptu znajdują się ozdobne frontony.
Przy kościele znajduje się zespół klasztoru dominikanów. Ufundowany w 1645 przez braci Stankiewicz-Billewiczów, Adama (ciwuna twerskiego) i Mikołaja, (ciwuna ejaragolskiego i pisarza Wielkiego Księstwa Litewskiego). Klasztor zbudowany w 1645, przebudowany w latach 1742-1778 jest w stylu renesansowo-barokowym.